# Denderleeuw
Denderleeuw je město v Belgii na řece Dender asi 6 kilometrů jihovýchodně od Aalstu. Leží v provincii Východní Flandry ve Vlámském regionu. K 1. lednu 2008 měl Denderleeuw 17 937 obyvatel. Má i dvě místní části – Iddergem a Welle.
Místní fotbalový klub hraje 1. belgickou fotbalovou ligu.